# Syrrhopodon pilulifer
Syrrhopodon pilulifer är en bladmossart som beskrevs av Hugh Neville Dixon 1937. Syrrhopodon pilulifer ingår i släktet Syrrhopodon och familjen Calymperaceae. Inga underarter finns listade i Catalogue of Life.